# François Tamba Ndembe
François Tamba Ndembe, né le 28 septembre 1942 à Boma dans le Bas-Congo et mort le 18 septembre 2006 à Kinshasa, est un sculpteur congolais. 

## Biographie
Il suit ses études primaires et moyennes dans la fameuse école de la Colonie scolaire de Boma. Sa passion pour la sculpture l'oriente vers l'Académie des beaux-arts de Kinshasa. Il y obtient un diplôme à 22 ans, en 1965.
En 1967, il reçoit une bourse d'études pour aller à l'école Saint-Luc, à Liège, suivre les cours d'Albin Courtois, détenteur du Grand Prix de Rome de 1962.
À son retour à Kinshasa, il est sollicité pour donner des cours à l'Académie des Beaux-Arts, il y reste 17 ans jusqu'en 1984 ; il arrête alors l'enseignement et se consacre totalement à son art. Il meurt le 18 septembre 2006 à la suite d'un accident vasculo-cérébral.

## Son art
« 

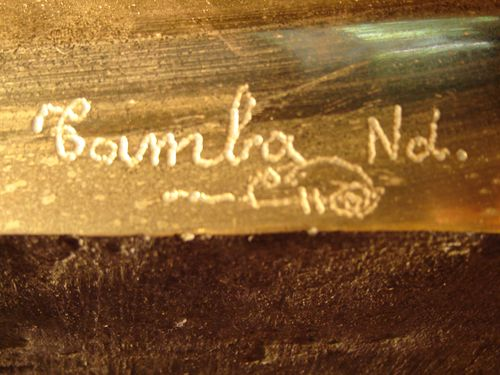
Signature de Tamba Ndembe.

On a reproché bien souvent aux artistes négro-africains de se répéter indéfiniment. Le reproche vise autant la période traditionnelle que la période moderne. S’il est un sculpteur qui ne mérite en rien cette critique, c’est bien Tamba Ndembe.

Quatrième fils d’un chauffeur, il a fait ses études primaires dans l’école la plus fameuse de l’époque, la « Colonie scolaire de Boma ». Tamba est un écolier réfléchi, qui éprouve un besoin irrésistible de dessiner sur des bouts de papier ou sur le sol. Les missionnaires éducateurs de Boma possèdent à Léopoldville une école d’art, fondée par un religieux ancien élève de l’Institut Saint-Luc de Liège. La Colonie de Boma est un milieu de recrutement. Tamba est accepté et une merveilleuse carrière d’artiste s’ouvre devant lui. C’était en septembre 1958 et le jeune homme avait 16 ans.

Il doit avant tout chercher une orientation. La peinture l’intéresse sans plus, le modelage lui plait davantage, mais il sera sculpteur, aidé par sa dextérité de dessinateur.

En 1965, Tamba termine le cycle de ses études artistiques. Il profita aussitôt d’une bourse d’études à Saint-Luc de Liège. En octobre 1967, il entre dans la classe d’un professeur remarquable, Grand Prix de Rome, Albin Courtois. Pour Tamba, c’est un miracle, car il touche à une frontière du véritable art moderne. Le stage ne dure que neuf mois, mais le profit est décisif : c’est un artiste entièrement ressourcé qui débarque à Kinshasa.

L’histoire de son art ne sera plus désormais qu’un effort incessant vers une beauté profondément significative. Dans un microscopique atelier du centre de Kinshasa, il réalise surtout des bronzes, son matériau préféré. Puis un jour, il part s’installer dans un complexe qu’il a fait construire sur le Mont Ngafula.

Entre-temps, il est sollicité pour enseigner la sculpture à l’Académie des Beaux-Arts de la capitale. Il y restera 17 ans. En même temps, sa clientèle s’agrandit. D’étape en étape, encouragé parfois par une commande officielle, il crée un art toujours plus personnel, qui ne cessera jamais de progresser. Son style jouera sur les deux claviers, l’abstraction et la figuration. Chaque œuvre présente un thème qui synthétise richesse des surfaces, dialogue des volumes, animation des lignes.

Tamba a vécu les crises politiques de son pays, à travers des drames qui ont atteint la personne de l’artiste. De nombreuses et vraies amitiés lui ont permis d’échapper à une véritable période de misère. Les expositions de son œuvre, qui refleurissent aujourd’hui signifient pour lui et pour ses admirateurs une véritable résurrection.
 »
Présentation de l'exposition de Tamba à Thorembais-les-Béguines, en octobre 2003 de Joseph-Aurélien Cornet.

## Liste des expositions
1974: 
- Anvers (Paribas)

1975: 
- Paris (Ambassade du Zaïre)

1978: 
- RFA, Cassel (Foire internationale)

1979: 
- Kinshasa (Musée National)
- Bruxelles (Belgolaise)

1980: 
- New-York (Galerie Création III)

1983: 
- Kinshasa (Galerie Van Bever, Banque Commerciale Zaïroise)
- Pays-Bas, Roermond (Galerie Kikkerberg)

1984: 
- Bruxelles (Belgolaise)
- Kinshasa (Galerie Van Bever, Banque Commerciale Zaïroise)

1987: 
- Milan (Banco Ambrosiano)

1998: 
- Pays-Bas, Roermond (Galerie Kikkerberg)

2002: 
- Pays-Bas, Roermond (Galerie Kikkerberg)

2003: 
- Belgique (L'atelier des Béguines)

## Galerie

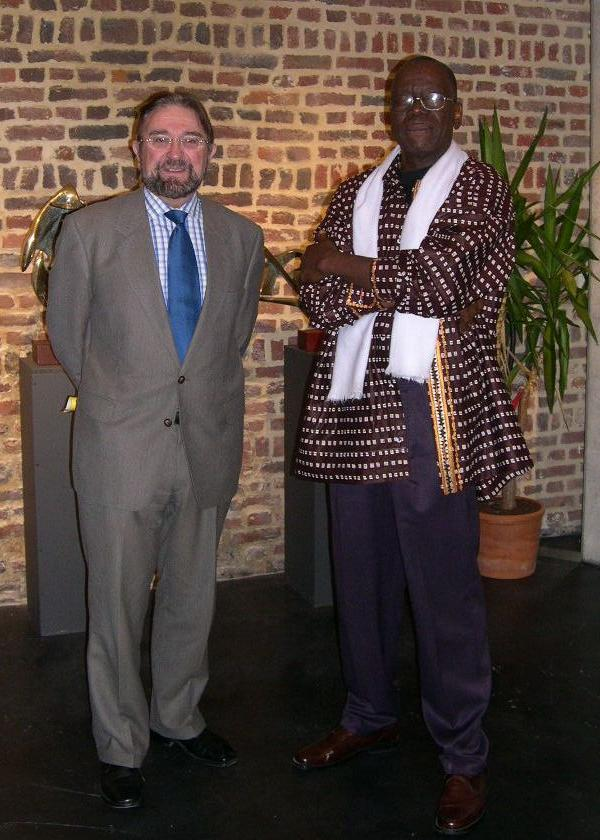
Tamba et Mr Herman De Croo, président de la Chambre de Belgique en 2003.